# Bolsjezemelskaja Tundra
Bolsjezemelskaja Tundra (russisk: Большеземельская тундра, tr. Bolsjezemelskaja tundra) er en tundraslette med mange moræner beliggende mellem floderne Petjora og Usa, Uralbjergene og Paj-Khoj i Nenetskij autonome okrug og Republikken Komi i Rusland. Sletten ligger hovedsagelig omkring 100-150 meter over havet med enkelte områder på omkring 200-250 meters højde. Fra Khajpudyrbugten til mundingen af floden Tsilma ligger en højderyg kaldet Zemljanojryggen. 
Klimaet er subarktisk med lange kolde vintre (middeltemperaturen i januar er −16 °C i nordvest og ned til −20 °C i sydøst) og en kort, kølig sommer (middeltemperaturen i juli varierer fra 8 til 12 °C), og i alle måneder af året kan forekomme frost. Den årlige nedbør varierer fra 450 mm i syd til 250 mm i nord. 
Floderne, hovedsagelig bifloder til Petjora og Usa, løber i smalle dale og bliver gradvis roligere efterhånden, som dalene bliver bredere. De største floder er Sjapkina, Kolva og Adzva. Sletten indeholder også mange indsøer.